# Иргейское муниципальное образование
Иргейское муниципальное образование — муниципальное образование со статусом сельского поселения в 
Нижнеудинском районе Иркутской области России. Административный центр — поселок Иргей.

## Демография
По результатам Всероссийской переписи населения 2010 года 
численность населения муниципального образования составила 455 человек, в том числе 225 мужчин и 230 женщин.

## Населенные пункты
В состав муниципального образования входят населенные пункты
- Иргей
- Виленск
- Марга